# Temple du Bouddha de jade
Le temple du Bouddha de jade (en chinois 玉佛禅寺, en pinyin Yùfó Chán Sì) est un temple bouddhiste situé à Shanghai.

## Histoire
Le temple a été fondé en 1882 pour abriter deux statues de Bouddha en jade importées de Birmanie par la mer. Il s'agit d'un Bouddha assis (1,95 mètre de haut, 3 tonnes) et d'un Bouddha plus petit allongé, représentant le Bouddha à l'approche de sa mort. Le temple contient à présent une représentation bien plus grande de Bouddha allongé en marbre, donnée par Singapour, que les visiteurs prennent parfois pour la statue originale, plus petite.

## Liens externes

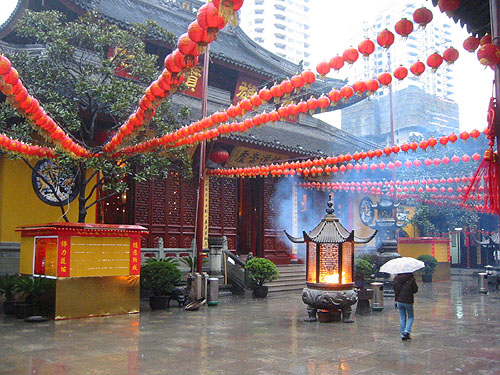
La cour principale et la grande salle du temple.
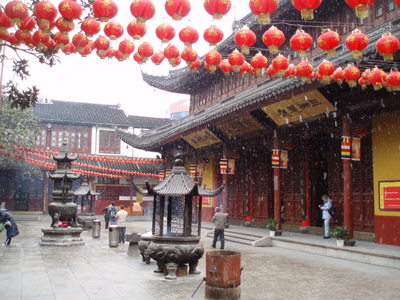
Le temple du Bouddha de jade sous la neige.
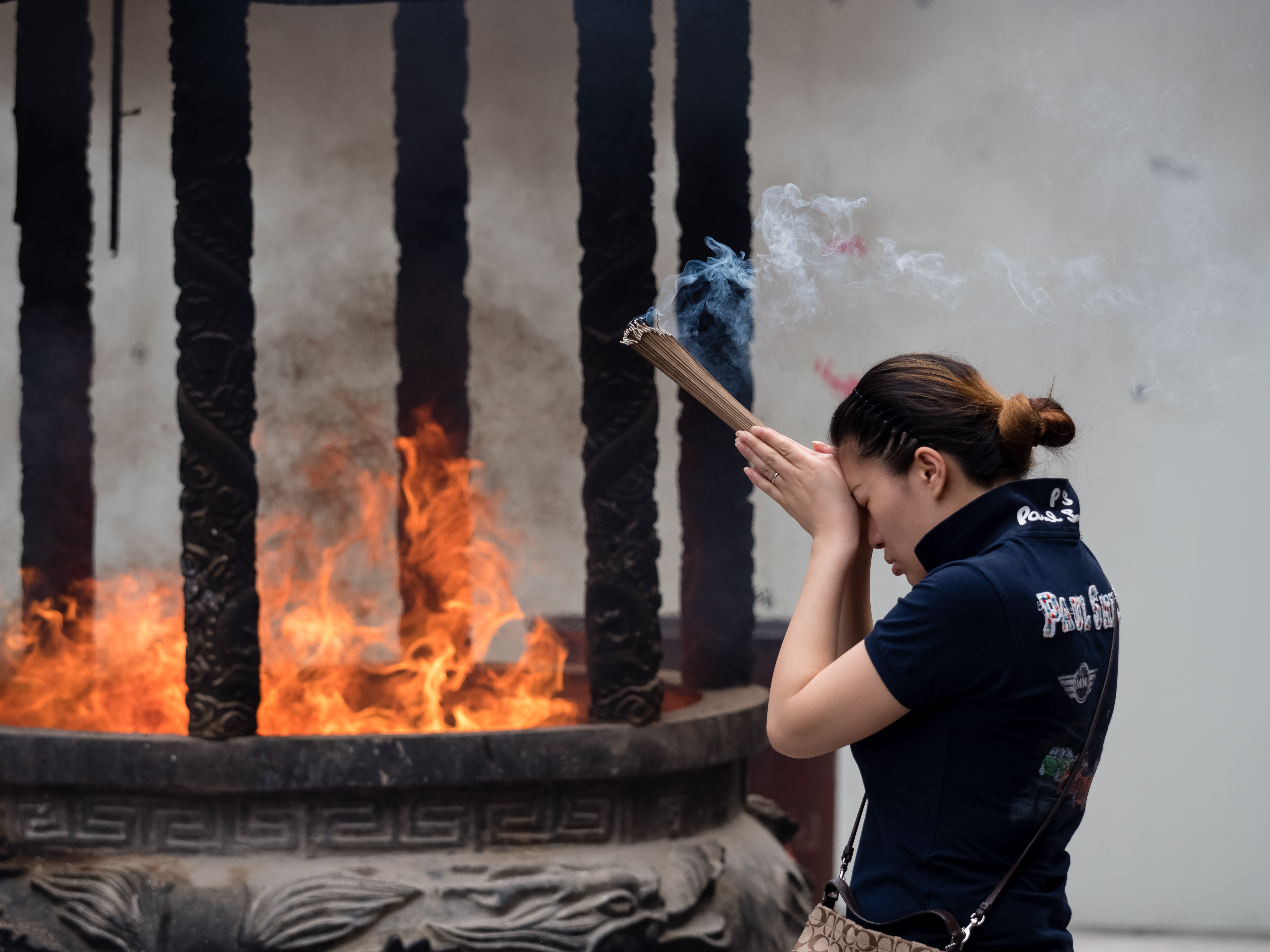
Une femme se recueille en brulant de l'encens dans le temple du Bouddha de jade. Mai 2015.